# Solastalgia
Solastalgia es un neologismo que describe una forma de angustia, estrés mental o existencial causado por el deterioro medioambiental. En la mayoría de los casos, esto hace referencia al cambio climático global, sin embargo eventos más localizados tales como erupciones volcánicas, sequías o técnicas destructivas de minería también pueden causar solastalgia. Acuñado por el filósofo Glenn Albrecht en el año 2005, el término está compuesto por la palabra latina sōlācium (comodidad) y la raíz griega -algia (dolor). A diferencia de otras enfermedades, la solastalgia hace referencia a la angustia específicamente causada por el cambio ambiental. En el año 2015, la revista médica The Lancet incluyó solastalgia como un concepto de contribución al impacto del cambio climático en la salud o bienestar del ser humano.

## Solastalgia en diferentes contextos
La solastalgia, como otros trastornos de ansiedad, toma diferentes formas en distintas sociedades.
Un ensayo publicado en el año 2005 se centró en dos contextos: Las experiencias de sequías duraderas en Nueva Gales del Sur (Australia); y el impacto local de una mina de carbón como una gran herida abierta en Valla del Cazador en la misma zona australiana. En ambos casos, las personas expuestas a estos eventos sufrieron reacciones negativas provocadas por una sensación de impotencia ante los cambios ambientales que se desarrollaban. La pérdida de certeza de una comunidad en un entorno que alguna vez fue predecible es común entre los grupos que expresan solastalgia.
Las sociedades humanas cuyos medios de vida no están estrechamente vinculados a su entorno no tienen tantas probabilidades de sufrir solastalgia; las sociedades que están estrechamente vinculadas a su entorno son más susceptibles. En este sentido, los grupos que dependen fuertemente del agro-ecosistema son considerados particularmente vulnerables. Hay muchos ejemplos de esto en África, donde comunidades agrarias han perdido recursos vitales debido al cambio ambiental[cita requerida]. Esto lleva a que el número de refugiados haya ido en incremento a lo largo de África en los últimos años.[cita requerida] La solastalgia tiende a afectar menos a las poblaciones más ricas.
Un estudio llevado a cabo tras un destructivo incendio descontrolado en el Oeste de los Estados Unidos, mostró que las familias de mayores ingresos experimentaron los efectos de la solastalgia significativamente en menor medida que sus vecinos de escasos recursos. Ello se debe a la flexibilidad que la riqueza puede proporcionar. En este caso, las familias pudientes son capaces de mudarse o reconstruir sus casas, reduciendo la incertidumbre causada por el incendio.
Otros estudios han aportado la existencia de solastalgia en comunidades apalaches afectadas por la extracción de carbón en la cima de las montañas. Las comunidades ubicadas muy cerca de minas de carbón experimentan tasas de depresión significativamente más altas que las ubicadas más lejos.

## Síntomas
No hay estudios que confirmen su existencia ni es considerado un trastorno médico, así que los síntomas aún no han sido sistematizados pero se relacionan con:
1. Ansiedad
2. Estrés
3. Fatiga atencional

Y también ha sido asociado con cuatro grandes patologías:
1. Obesidad
2. Enfermedades respiratorias
3. Trastorno por déficit de atención
4. Hipovitaminosis D